# Tario
Tario är en ort i Mexiko.   Den ligger i kommunen Coyuca de Catalán och delstaten Guerrero, i den södra delen av landet, 200 km sydväst om huvudstaden Mexico City. Tario ligger 238 meter över havet och antalet invånare är 147.
Terrängen runt Tario är huvudsakligen lite kuperad. Tario ligger nere i en dal. Runt Tario är det ganska glesbefolkat, med 22 invånare per kvadratkilometer. Närmaste större samhälle är Ciudad Altamirano, 12,1 km sydost om Tario. I omgivningarna runt Tario växer huvudsakligen savannskog.